# Castillo de Vieste

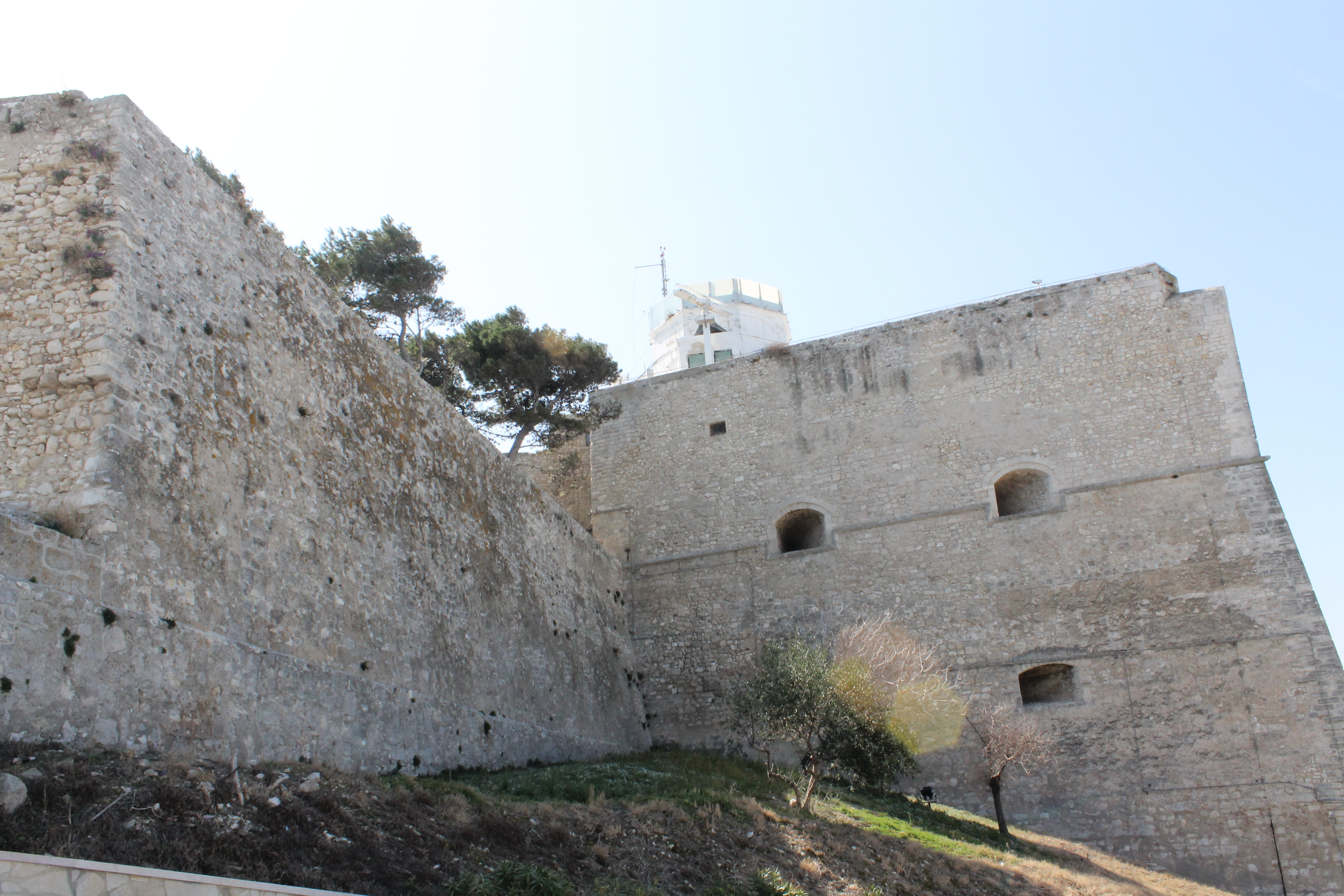
Baluarte del siglo XVI

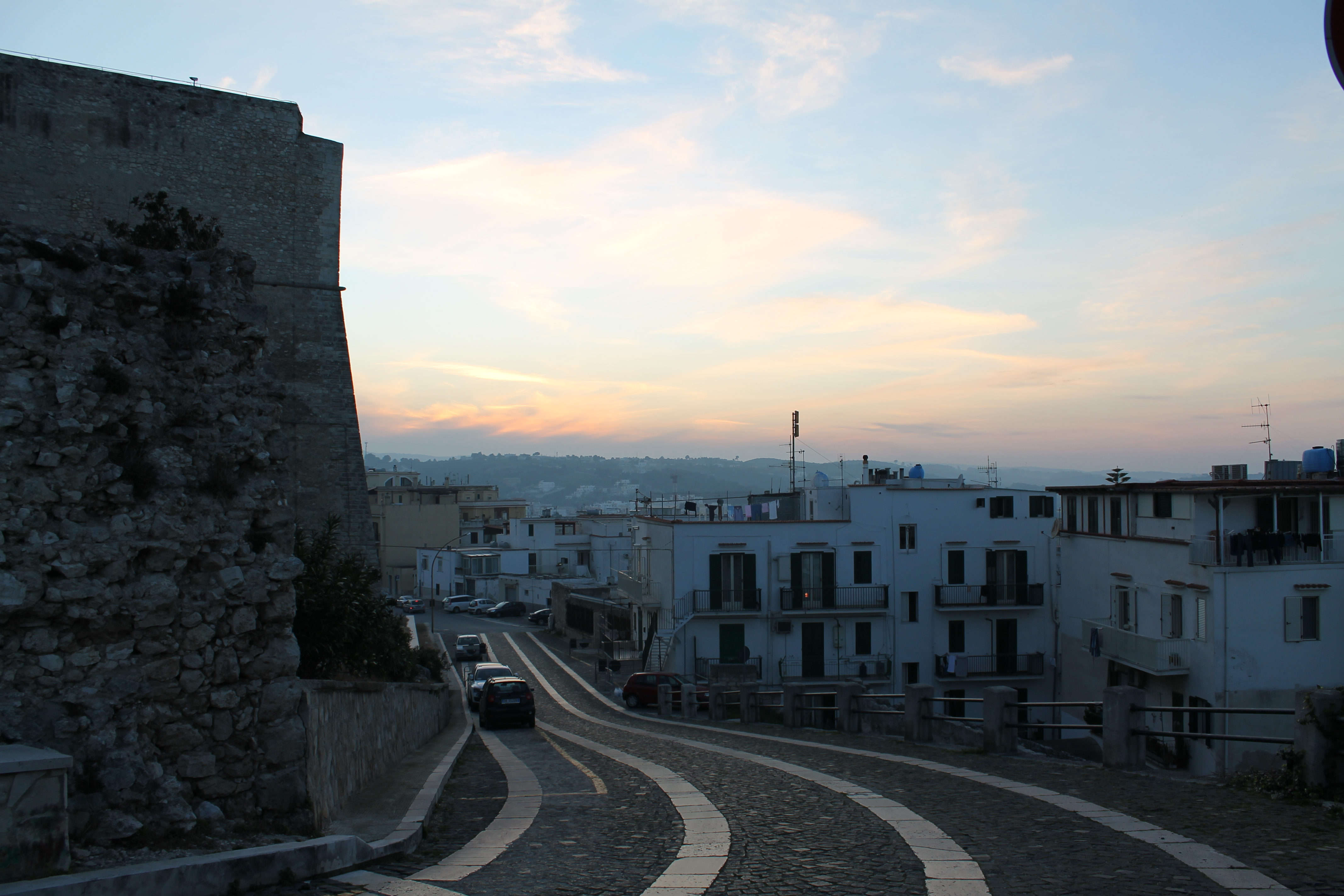
Calle que bordea la muralla del castillo

El Castillo de Vieste o castillo suabo de Vieste, (Castello Svevo di Vieste, en italiano) se alza en el borde del casco antiguo, barrio medieval de Vieste, sobre un escarpado acantilado que domina la playa de Scialara (también conocida como la «playa del castillo»), que data de la segunda mitad del siglo XI, cuando el conde de Vieste era el normando Robert Drengot. Hoy es una instalación militar y sólo está abierto al público durante determinados eventos. 

## Historia
La construcción del castillo de Vieste comenzó en el siglo XI, cuando el conde Roberto Guiscardo (Robert Drengot) inició las obras de fortificación de la ciudad de Vieste, construyendo las murallas y un castillo de cuerpo cuadrado y torres cilíndricas en el punto más alto de la roca sobre la que se asienta la ciudad primitiva de Vieste.
Durante las guerras entre el Papado y el emperador Federico II en 1240, el castillo y la ciudad de Vieste sufrieron muchos daños a manos de los venecianos. De modo que en 1242 Federico II decidió reconstruir el castillo (de quien viene el inapropiado nombre de «castillo suabo» por la dinastía gobernante) como parte de un proyecto de fortificación costera que incluía numerosos castillos a lo largo de la costa adriática. Según la tradición, el emperador Federico II se alojó en Vieste al menos en dos ocasiones, en 1240 y el 20 de enero de 1250, lo que ya es mucho teniendo en cuenta que algunos de los edificios que mandó construir nunca tuvieron el honor de acogerle entre sus muros. 
En el siglo XVI, el castillo de Vieste sufrió varios asaltos de los sarracenos, entre ellos el de Acmet Pachá o Gedik Ahmed Bajá, en septiembre de 1480, y el de Dragut Rais en julio de 1554. Fue reconstruido, integrando la configuración medieval, en 1559 por orden de Pedro Afán de Ribera, virrey español del reino de Nápoles (1559-1571), tiempos de Felipe II, que también lo dotó de artillería y municiones, como parte de un proyecto de fortificación costera que incluía torres de vigilancia, dándole su aspecto actual de planta triangular con tres baluartes en forma de lanza en las esquinas norte, este y oeste, ocultando los antiguos torreones circulares. Al sur, había una torre más pequeña, una capilla y una serie de casas engullidas por el mar en el devastador terremoto de 1646. A partir del castillo se construyeron murallas para defender Vieste intercalando puertas de acceso y fuertes barbacanas, cuyos restos pueden verse aún hoy, como la «Porta ad alt», cerca de la concatedral de Vieste. Es un castillo pensado para proteger la ciudad y el litoral adriático.
Hasta 1840 el castillo de Vieste estuvo siempre ocupado por una milicia bajo mando de un gobernador, cuya autoridad se extendía hasta la parte adriática más septentrional del Reino de Nápoles. Ya con el nuevo Reino de Italia, a comienzos de la Primera Guerra Mundial, el castillo fue dañado por los cañonazos del destructor austriaco Lika al amanecer del 24 de mayo de 1915, tras declaración de guerra al Imperio Austro-Húngaro.
En tiempos más recientes, ha sido objeto de diversas obras de restauración por parte de la Superintendencia del Patrimonio Artístico e Histórico de Apulia (Soprintendenza ai Beni Artistici e Storici della Puglia). Se trata de poner en valor el importante complejo militar, en particular el patio exterior, el Bastión Oeste, la Sala Normanda, el Patio Interior y la Capilla, para dar un doble uso al castillo, uso cultural-turístico y uso militar.